# Піски (заповідне урочище)
Пі́ски — заповідне урочище місцевого значення в Україні. Розташоване у межах Лешнівського лісництва, Бродівського держлісгоспу у кварталах 48 та 88, що у Бродівському районі Львівської області, на північ від села Піски. 
Площа 46,0 га. Створено рішенням Львівської облради від 9 жовтня 1984 року № 495. Перебуває у віданні Бродівського ДЛГ, Лешнівське лісництво. 
Створено з метою збереження в природоохоронних та лісівничих цілях високопродуктивних насаджень сосни звичайної віком 80 років. У трав'яному покриві трапляються:
- чорниця (Vaccinium myrtillus L.);
- орляк звичайний (Pteridium aquilinum (L.) Kuhn);
- мох (Bryophyta);
- квасениця (Óxalis).